# Vuelta a España 1957
Die 12. Vuelta a España war ein Radrennen, das vom 26. April bis zum 12. Mai 1957 ausgetragen wurde. Das Etappenrennen bestand aus 16 Abschnitten mit einer Gesamtlänge von 2975 Kilometern, wobei die 4. Etappe von Mieres nach León nicht stattfand. Sieger wurde der Spanier Jesús Loroño, die Berg- bzw. Punktewertung sicherten sich die Spanier Federico Bahamontes und Vicente Iturat. Die Mannschaftswertung gewann die spanische Mannschaft Pirenáico.

## Etappen
| Etappen    | Start – Ziel                         | km       | Etappensieger       | Gesamterster              |
| ---------- | ------------------------------------ | -------- | ------------------- | ------------------------- |
| 1. Etappe  | Bilbao – Vitoria-Gasteiz             | 158      | Miguel Chacón       | Miguel Chacón             |
| 2. Etappe  | Vitoria-Gasteiz – Santander          | 220      | Carmelo Morales     | Carmelo Morales           |
| 3. Etappe  | Santander – Mieres                   | 259      | Federico Bahamontes | Federico Bahamontes       |
| 4. Etappe  | Mieres – León                        | –        | annulliert          | Federico Bahamontes       |
| 5. Etappe  | León – Valladolid                    | 172      | Roger Hassenforder  | Federico Bahamontes       |
| 6. Etappe  | Valladolid – Madrid                  | 212      | Miguel Chacón       | Salvador Botella          |
| 7. Etappe  | Madrid – Madrid                      | 200      | Jan Adriaensens     | Francisco Moreno Martínez |
| 8. Etappe  | Madrid – Cuenca                      | 159      | Roger Walkowiak     | Federico Bahamontes       |
| 9. Etappe  | Cuenca – Valencia                    | 249      | Rino Benedetti      | Federico Bahamontes       |
| 10. Etappe | Valencia – Tortosa                   | 192      | Bruno Tognaccini    | Jesús Loroño              |
| 11. Etappe | Tortosa – Barcelona                  | 199      | Gilbert Bauvin      | Jesús Loroño              |
| 12. Etappe | Igualada – Saragossa                 | 229      | Mario Baroni        | Jesús Loroño              |
| 13. Etappe | Saragossa – Huesca                   | 85 (EZF) | Jesús Loroño        | Jesús Loroño              |
| 14. Etappe | Huesca – Bayonne (F)                 | 249      | Antonio Ferraz      | Jesús Loroño              |
| 15. Etappe | Bayonne (F) – Donostia-San Sebastián | 199      | Roger Baens         | Jesús Loroño              |
| 16. Etappe | Donostia-San Sebastián – Bilbao      | 193      | Antonio Suárez      | Jesús Loroño              |